# Division d'Honneur 1922-1923
La Division d'Honneur 1922-1923 è stata la 23ª edizione della massima serie del campionato belga di calcio disputata tra il 10 settembre 1922 e il 22 aprile 1923 e conclusa con la vittoria del Union Saint-Gilloise, al suo ottavo titolo.
Capocannoniere del torneo fu Achille Meyskens (Union Royale Saint-Gilloise), con 24 reti.

## Formula
Come nella stagione precedente le squadre partecipanti furono 14 e disputarono un turno di andata e ritorno per un totale di 26 partite.
Le ultime due classificate retrocedettero in Promotion.

## Squadre
| Squadra                  | Città        | Stadio | Stagione 1921-1922  |
| ------------------------ | ------------ | ------ | ------------------- |
| Standard Liegi           | Liegi        |        | 5°                  |
| Berchem Sport            | Anversa      |        | Promotion           |
| CS Verviétois            | Verviers     |        | 11°                 |
| Racing Club Bruxelles    | Uccle        |        | 4°                  |
| RFC Brugeois             | Bruges       |        | 9°                  |
| Beerschot AC             | Anversa      |        | Campione del Belgio |
| CS Brugeois              | Bruges       |        | 6°                  |
| Anversa                  | Anversa      |        | 3°                  |
| Union Saint-Gilloise     | Saint-Gilles |        | 2°                  |
| Daring Club de Bruxelles | Bruxelles    |        | 8°                  |
| ARA La Gantoise          | Gand         |        | 10°                 |
| RC Malines               | Malines      |        | 7°                  |
| SC Anderlechtois         | Anderlecht   |        | 12°                 |
| Uccle Sport              | Uccle        |        | Promotion           |

## Classifica finale
|                   | Pos. | Squadra                     | Pt | G  | V  | N | P  | GF | GS | DR  |
| ----------------- | ---- | --------------------------- | -- | -- | -- | - | -- | -- | -- | --- |
| Belgio (bandiera) | 1.   | Union Royale Saint-Gilloise | 42 | 26 | 18 | 6 | 2  | 55 | 19 | +36 |
|                   | 2.   | Beerschot AC                | 37 | 26 | 16 | 5 | 5  | 65 | 28 | +37 |
|                   | 3.   | CS Brugeois                 | 37 | 26 | 15 | 7 | 4  | 42 | 21 | +21 |
|                   | 4.   | Daring Club de Bruxelles SR | 34 | 26 | 14 | 6 | 6  | 46 | 23 | +23 |
|                   | 5.   | Anversa                     | 34 | 26 | 16 | 2 | 8  | 54 | 37 | +17 |
|                   | 6.   | Racing Club de Bruxelles    | 29 | 26 | 12 | 5 | 9  | 58 | 52 | +6  |
|                   | 7.   | Standard Liegi              | 25 | 26 | 10 | 5 | 11 | 47 | 48 | -1  |
|                   | 8.   | RFC Brugeois                | 23 | 26 | 9  | 5 | 12 | 47 | 54 | -7  |
|                   | 9.   | ARA La Gantoise             | 20 | 26 | 8  | 4 | 14 | 42 | 53 | -11 |
|                   | 10.  | Berchem Sport               | 19 | 26 | 7  | 5 | 14 | 36 | 67 | -31 |
|                   | 11.  | RC Malines                  | 19 | 26 | 7  | 5 | 14 | 30 | 56 | -26 |
|                   | 12.  | CS Verviétois               | 17 | 26 | 6  | 5 | 15 | 40 | 57 | -17 |
|                   | 13.  | SC Anderlechtois            | 15 | 26 | 5  | 5 | 16 | 31 | 49 | -18 |
|                   | 14.  | Uccle Sport                 | 13 | 26 | 4  | 5 | 17 | 30 | 59 | -29 |

Legenda:

      Campione del Belgio
      Retrocesso in Promotion
Note:

Due punti a vittoria, uno a pareggio, zero a sconfitta.

### Verdetti
- Union Royale Saint-Gilloise campione del Belgio 1922-23.
- SC Anderlechtois e Uccle Sport retrocesse in Promotion.